# Ржевка-Пороховые
Рже́вка-Пороховы́е — район массового жилого строительства на востоке Санкт-Петербурга, расположенный на территории Красногвардейского административного района. Включает в себя муниципальный округ «Пороховые» и юго-западную часть муниципального округа «Ржевка». Площадь жилого района — 1200 га.

## Расположение
Ржевка-Пороховые расположены между Ириновским проспектом, улицей Коммуны, Хасанской улицей и улицей Передовиков. Основные магистрали — проспекты Косыгина, Наставников и Индустриальный. С востока к району примыкает Ржевский лесопарк.

## История
В проекте детальной планировки Ржевки-Пороховых 1962 года была намечена общая конфигурация жилого района. В проекте 1974 года была сформирована современная сетка улиц. Проекты застройки отдельных кварталов составлялись с 1977 года. Проектом занимался коллектив Ленпроекта под руководством Г. Н. Булдакова.
Район застраивался с 1978 по 1987 год типовыми многоэтажными панельными домами (в основном 137-й, 504-й и 606-й серий). Первые два дома были сданы в 1978 году. Это дома 18, корпус 2 и 22, корпус 2 по проспекту Энтузиастов. С 1998 года проводилась уплотнительная застройка свободных участков. В 2002 году население превышало 180 тысяч человек.

## Название
Жилой район получил название от расположенных к северо-востоку исторических районов Ржевка и Пороховые. При этом из-за названий четырёх магистралей (проспектов Наставников, Ударников, Энтузиастов и улицы Передовиков) район в народе называется «Страной четырёх дураков» или «Районом идиотов». По словам известного собирателя городского фольклора Н. А. Синдаловского, всё это — «бессмертное топонимическое наследие идеологических обкомов КПСС, от которой спасает, пожалуй, только здоровая самоирония петербуржцев».

## Транспорт
Ближайшая станция метро — «Ладожская». Согласно программе развития метрополитена до 2025 года от 2011 года на территории Ржевки-Пороховых планируется проложить восточную часть Адмиралтейско-Охтинской линии.
Наземный общественный транспорт на территории жилого района представлен всеми его видами.

## Парк Малиновка
Имеется зелёная зона, известная как парк Малиновка.